# Droits LGBT au Togo
Les personnes lesbiennes, gaies, bisexuelles et transgenres (LGBT) au Togo font face à des difficultés légales que ne connaissent pas les habitants non-LGBT. L'activité sexuelle entre hommes d'une part, et entre femmes d'autre part, y est illégale,,.

## Lois contre l'homosexualité
L'article 392 du code pénal togolais criminalise « tout acte impudique ou contre nature commis avec un individu de son sexe ». Ils sont punis d'un à trois ans de prison et d'une amende de 1 à 3 millions de francs CFA.

## Reconnaissance des couples de même sexe
Les couples homosexuels n'ont pas de reconnaissance légale. La communauté LGBT est stigmatisée, mal acceptée et cible de violences par la population sans protection de la part des autorités du pays, qui les harcèlent et pratique des arrestations arbitraires,.
À la suite de la déclaration doctrinale du 18 décembre 2023 du pape François concernant les bénédictions des couples homosexuels, les évêques du pays refusent de pratiquer ces bénédictions, tout en rappelant la position de l'Église concernant le respect et la compassion envers les personnes en relation avec quelqu'un du même sexe.

## Protections contre les discriminations
Il n'existe pas de protection contre les discriminations fondées sur l'orientation sexuelle ou sur l'identité de genre dans le code pénal togolais. En France, la CNDA reconnaît l'existence de risques de persécution contre la communauté LGBT au Togo, donnant droit au statut de réfugié.